# دادگاه قانون اساسی فدرال آلمان

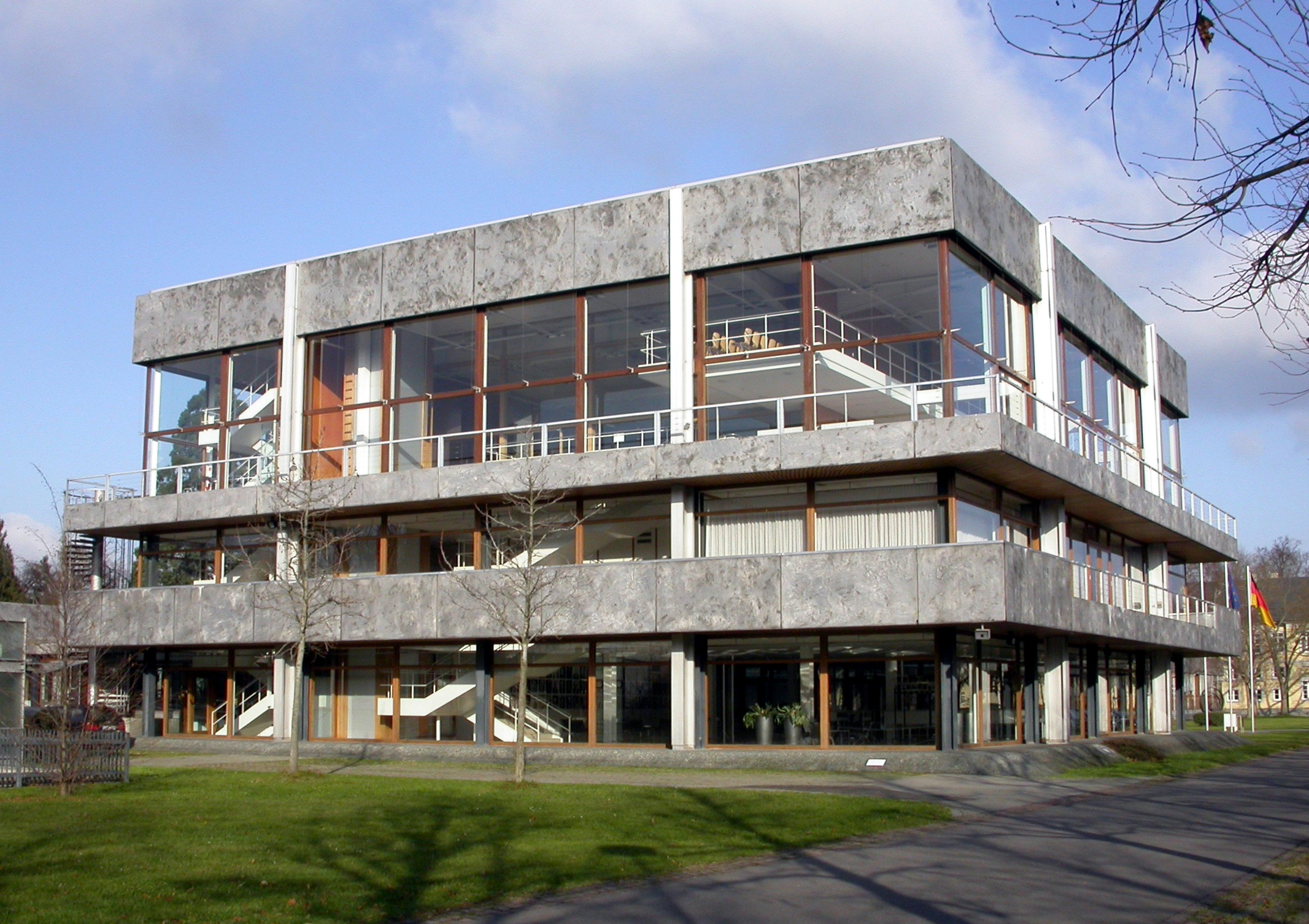
دادگاه فدرال

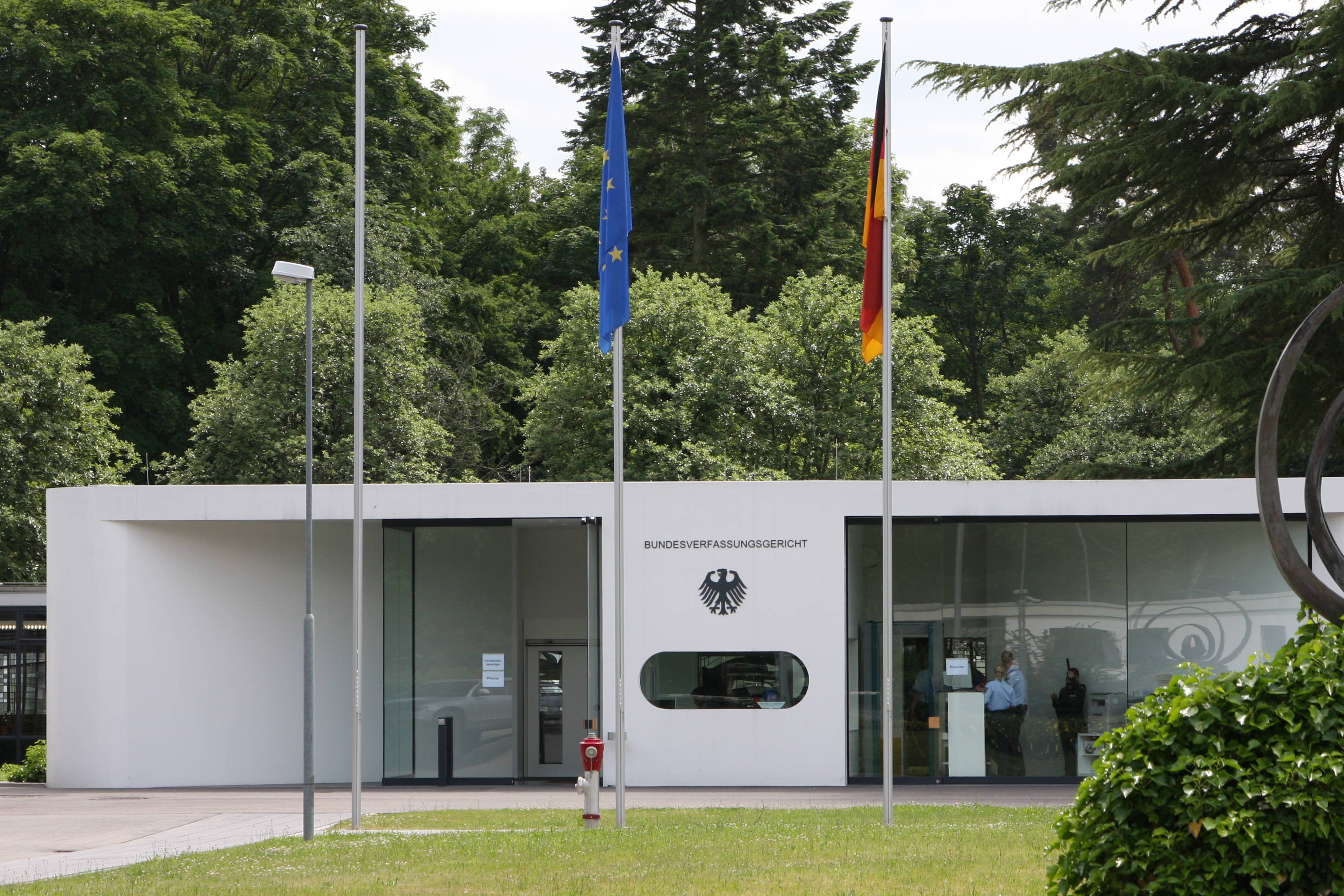
ساختمان به طور موقت دادگاه فدرال

دادگاه قانون اساسی فدرال (به آلمانی: Bundesverfassungsgericht یا BVerfG) دادگاه عالی در آلمان است که بر اساس قانون اساسی این کشور ایجاد شده. از زمان تشکیل آن در بعد از جنگ جهانی دوم، مقر اصلی آن همواره در شهر کارلسروهه بوده‌است که فاصله قابل توجهی با دیگر نهادهای سیاسی این کشور که در پایتخت ساکن هستند، دارد.
وظیفه اصلی این نهاد، بازبینی قضایی است و این قدرت را دارد تا قوانین مصوب را در صورت مغایرت با قانون اساسی آلمان بی‌اثر کند؛ که وظیفه یکسانی مثل دستگاه قضایی بسیاری از کشورهای دیگر است. اما دادگاه قانون اساسی آلمان قدرت مداخله و وظایف بیشتری دارد که به همین سبب، این نهاد آلمانی جزء یکی از قدرتمندترین نهادهای قضایی در دنیا تبدیل شده‌است.
حوزه اختیارات این دادگاه عمدتاً متمرکز بر مسائل مرتبط به قانون اساسی و انطباق همه نهادهای آلمان با قانون اساسی است. تمامی درخواست‌های اصلاح یا تغییر قانون اساسی آلمان که از پارلمان این کشور منتشر می‌شود، منوط به بررسی قضایی دادگاه است.